# اوخروسک
اوخروسک (به لهستانی:  Uhrusk) یک روستا در لهستان است که در گمینا وولا اوخروسکا واقع شده‌است.